# Pabellón de Francia en la Bienal de Venecia
El Pabellón de Francia en la Bienal de Venecia es un espacio artístico ubicado en la ciudad de Venecia con motivo de la Bienal de Venecia. El Pabellón fue construido en 1912 y diseñado por el arquitecto Faust Finzi, jefe de ingenieros en la Municipalidad de Venecia. Tiene características similares al Pabellón alemán, también diseñado por Finzi.

## Expositores
- 1962 — Alfred Manessier, Jean Messagier, Serge Poliakoff, André Marfaing y James Guitet.
- 1976 — Herve Fisher, Fred Forest, Raymond Hains, Alain Jacquet, Bertrand Lavier, Jean-Pierre Raynaud, Jean-Michel Sanejouand y Jean-Paul Thenot (Comisionado: Pierre Restany).
- 1982 — Simon Hantaï.
- 1984 — Jean Dubuffet.
- 1986 — Daniel Buren.
- 1991 — Jean Nouvel, Christian de Portzamparc y Philippe Starck.
- 1993 — Jean-Pierre Raynaud.
- 1995 — César.
- 1997 — Fabrice Hybert.
- 1999 — Huang Yong Ping y Jean-Pierre Bertrand.
- 2001 — Pierre Huyghe.
- 2003 — Jean-Marc Bustamante (Comisariado: Jean-Pierre Criqui, Alfred Pacquement).
- 2005 — Annette Messager (Comisariado: Caroline Ferreira).
- 2007 — Sophie Calle (Comisariado: Daniel Buren).
- 2009 — Claude Lévêque (Comisariado: Christian Bernard).
- 2011 — Christian Boltanski (Comisariado: Jean-Hubert Martin).
- 2013 — Anri Sala (Comisariado: Christine Macel).
- 2015 — Céleste Boursier-Mougenot y Lili Reynaud-Dewar (Comisariado: Emma Lavigne).
- 2017 — Xavier Veilhan (Comisariado: Lionel Boviery  Christian Marclay).
- 2019 — Laure Prouvost (Comisariado: Martha Kirszenbaum).